# Западни Кавказ
Западни Кавказ (рус. Западный Кавказ) западни део планинског венца Великог Кавказа, од Црног мора до планине Елбрус (на слици десно) у Русији. Како је то једини планински венац у Европи који није претрпио значајне промене људским деловањем уписан је 1978. године на УНЕСКО-ву листу резервата биосфере у оквиру програма МаБ, а 1999. године на листу Светске баштине.

## Опис
На најзападнијем делу заштићеног подручја од 298.903 ha, од летовалишта Сочи, налази се други по старости национални резерват биосфере у Русији (Кавказский государственный природный биосферный заповедник) основан као национални парк још 1924. године на подручју Краснодарског краја, Репбулике Адигеје и Карачајевско-черкеске републике (247.000 ha).
Ово подручје је било насељено пре 500 хиљада година о чему сведочи више од 150 археолошких локалитета у којима су прноађени људски остаци (између осталог и неандерталаца). Ипак је овај предео оста непромењен људским деловањем све донедавно. Данас се ту јављају последице сече дрвећа, испаше стоке (око 200 сточара живи у тампон зони), лова, рекреације и туризма. Око 40-50 хиљада туриста посети резерват биосфере годишње (1997).
Резерват биосфере чине углавном мала низијска подручја, ледничких врхова (око 60) и преко 130 језера која чине око 80% типичног пејзажа Кавказа. Висина је између 250 и 3360 метара, што је висина највишег врха, Акарагварата. Реке са северне стране су Бољшоја Лаба и Белаја, које се уливају у Кубан, док су на јужној страни реке краће и уливају се у Црно море. Ту се налазе бројни водопади до 250 метара висине.

## Флора
У резервату има станиште ретка, око 85 метара висока нордијска јела (Abies nordmanniana), за коју се верује да је највиша врста дрвета у Европи. Ту је и енглеска тиса (Taxus baccata), буква (Fagus orientalis), кестен (Castanea sativa), смрча (Picea orientalis), иберски храст (Quercus iberica), кавкашка липа (Tilia caucasia) и европска зеленика (Buxus sempervirens). Петина биљних врста не овом подручју је ендемична.

## Фауна
Фауна је такође богата, укључујући ретке врсте као што су: леопард (Panthera pardus ciscaucasica), мрки медвед (Ursus arctos), рис (Felis lynx) и кавкашки јелен (Cervus elaphus moral).
Ово подручје је последње уточиште кавкашких бизона (Bison bonasus caucasicus) од којих су последњи примерак у природи убиле ловокрадице 1927. године. Дванаест потомака кавкаског бизона је преживело у зоолошким вртовима, а њеихово директно потомство, као и укрштано с подврстом Bison bonasus bonasus је враћено у подручје западног Кавказа тако да се потомци кавкаског бизона налазе поново у свом природном станишту..

## Галерија
- Планина Маркот изнад Сочија
- Водопад Орековки у НП Сочи
- Планина Белалакаја
- Западни Кавказ из Краснаја пољане
- Убијени кавкашки бизон 1889. године
- Падине планине Маркот